# (3266) Bernardus
(3266) Bernardus est un astéroïde de la ceinture principale de la famille de Hungaria.

## Description
(3266) Bernardus est un astéroïde de la ceinture principale, de la famille de Hungaria. Il présente une orbite caractérisée par un demi-grand axe de 1,91 UA, une excentricité de 0,11 et une inclinaison de 26,4° par rapport à l'écliptique.

## Compléments